# Ovogénesis
La ovogénesis es la gametogénesis femenina, es decir, es el desarrollo y diferenciación del gametofito femenino (en plantas) y 
ovocito (en animales) mediante una división meiótica. En animales, a partir de una célula diploide se producen una célula haploide funcional (el ovocito), y tres células haploides no funcionales conocidas principalmente como corpúsculos polares.
Las ovogonias se forman a partir de las células germinales primordiales , este proceso se lleva a cabo en las trompas de Falopio. Se originan en el epiblasto a partir de la segunda semana y migran por el intestino primitivo a la zona gonadal indiferenciada alrededor de la quinta semana de gestación. Una vez en el ovario , experimentan mitosis hasta la vigésima semana, momento para en el cual el número de ovogonias ha alcanzado un máximo de 7 millones. Esta cifra se reduce a 40 000 y solo 400 serán ovuladas a partir de la pubertad hasta la menopausia alrededor de los 50 años. 
Desde la octava semana de gestación, hasta los 6 meses después del nacimiento, las ovogonias se diferencian en ovocitos primarios que entran en la profase de la meiosis y comienza a formarse el folículo, inicialmente llamado folículo primordial.

## Histología y funciones del ovario
El ovario tiene tres partes: 
- Corteza. Dentro de la corteza distinguimos la zona albugínea, que contiene tejido conjuntivo denso subyacente al epitelio germinal; además de estroma y folículos.
- Médula. Tejido conectivo laxo muy vascularizado e inervado que se continúa con el mesoovario a través del hilio.
- Hilio o red ovárica. Contiene vasos sanguíneos y linfáticos. En el hilio se visualizan células productoras de andrógenos con las características de las células que sintetizan hormonas esteroideas.

Con respecto a sus funciones, el ovario se encarga de:
- Producir los gametos femeninos: oocito.
- Secretar las hormonas esteroideas: estradiol (E2) y progesterona (P4). No debemos olvidarnos de esta función, ya que va a ser muy importante para un correcto funcionamiento del ciclo ovárico.

## Meiosis en la ovogénesis

Diagrama de la ovogénesis.

El gameto femenino provee al futuro embrión, además de su núcleo haploide, reservas de enzimas, mARNs, organelos y sustratos metabólicos. 
Algunas especies producen miles o millones de los óvulos a lo largo de su ciclo de vida (como los erizos de mar y las ranas), mientras que otras especies solamente producen unos cientos (como los mamíferos). En las especies nombradas primero, existen células madre llamadas ovogonias que perduran durante toda la vida del organismo, replicándose y autorrenovándose. En las especies con un limitado número de gametos, la ovogonia se divide por mitosis, durante los estados embrionarios tempranos para generar toda la dotación de óvulos de la hembra. 
Por ejemplo, en los humanos llegan a tener aproximadamente 7 millones de ovogonias hacia el séptimo mes de gestación, tiempo a partir del cual este número disminuye drásticamente. Las ovogonias que sobreviven este proceso se convierten en ovocitos primarios y entran en una fase de meiosis. Estos atraviesan la profase I hasta la fase diploteno y entran en un estadio llamado dictioteno y su desarrollo se detiene por la acción del factor de inhibición de la meiosis.
Solamente cuando la hembra madure sexualmente se continuará la meiosis, por lo que algunos ovocitos primarios son mantenidos en el dictioteno durante más de 50 años. Aproximadamente 400 de los ovocitos primarios originales maduran, en el tiempo de vida de una mujer normal, en la forma de óvulos.
Entre 24 a 48 horas antes de la ovulación se da un pico de la hormona luteinizante que da inicio a la meiosis II y esta se vuelve a detener en el segundo arresto meiótico (metafase II) 3 horas antes de que se dé la ovulación y no se reanudará hasta que un espermatozoide fecunde al óvulo.
Durante la telofase, cuando los ovocitos primarios prosiguen con la meiosis, una de las células descendientes prácticamente no contiene citoplasma, mientras que la otra descendiente, tiene casi la totalidad de los constituyentes celulares. Esta primera célula se conoce como cuerpo polar y la otra como ovocito. Al entrar a la meiosis II dicho ovocito secundario, nuevamente tiene lugar una repartición del citoplasma desigual en la que la célula que recibe un poco más que un núcleo haploide formará otro cuerpo polar y la que recibe la mayor parte de los componentes citoplasmáticos formará el óvulo femenino ya maduro.

## Transcripción de genes
Muchas especies de animales transcriben activamente ciertos genes en el ovocito en desarrollo, especialmente de las proteínas requeridas antes de que se acoplen los dos núcleos en el cigoto. Por ejemplo, los genes que codifican las proteínas de la zona pelúcida, ZP1, ZP2 y ZP3, importantes para el reconocimiento de los gametos masculino y femenino, son activamente transcritos en el despeloten del ovocito primario del ratón.
En algunos anfibios, la transcripción de ciertos genes es tan activa que  los cromosomas, al ser autorradiografiados, toman la apariencia de escobillas, siendo el ADN el eje central y el abundante ARNm las hebras. En el ovocito de Xenopus durante el despeloten, estos ARNms serán usados durante el desarrollo temprano de embrión para la síntesis de proteínas, ya que en éste no hay transcripción. Además, se producen ARN de transferencia y ARN ribosomales, que serán usados por el cigoto hasta el estadio de blástula.

## Maduración del ovocito en mamíferos

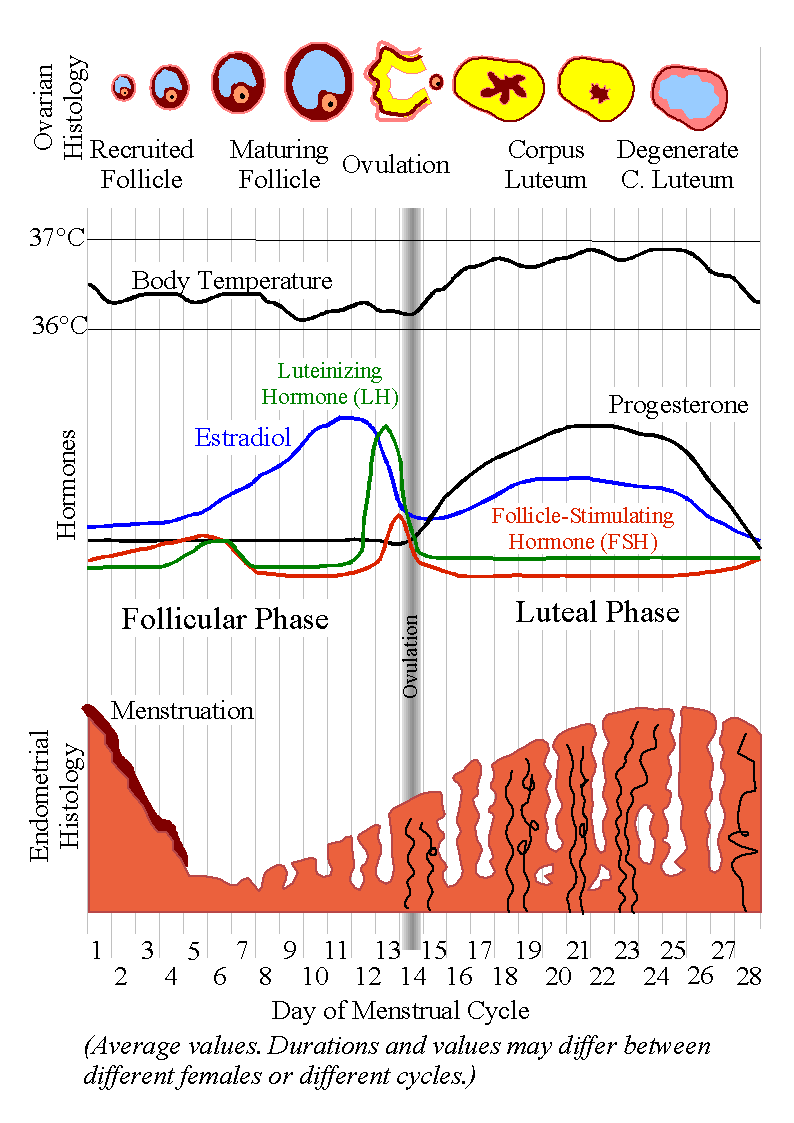
Ciclo menstrual.

La ovogénesis consiste en varios subprocesos: oocitogénesis, ootidogénesis y, finalmente, maduración para formar un óvulo (ovogénesis propiamente dicha). La foliculogénesis es un subproceso separado que acompaña y apoya los tres subprocesos oogenéticos.
Durante la ovogénesis, se producen una serie de células:
| Tipo celular       | Ploidía/Cromosomas | Cromátidas | Proceso                                  | Tiempo de finalización                                      |
| Ovogonia           | diploide/46(2N)    | 46C        | Ovogénesis (mitosis)                     | Tercer trimestre                                            |
| ovocito primario   | diploide/46(2N)    | 92C        | Ovogénesis (meiosis I) (Foliculogénesis) | Detenido en el diplonema de la profase I hasta la pubertad. |
| ovocito secundario | haploide/23(2N)    | 46C        | Ootidogénesis (meiosis II)               | Detenido en metafase II hasta la fecundación                |
| Ovocito inmaduro   | haploide/23(1N)    | 23C        | Ootidogénesis (meiosis II)               | Minutos después de la fecundación                           |
| Óvulo              | haploide/23(1N)    | 23C        |                                          |                                                             |

Por lo tanto, el proceso quedaría resumido en lo siguiente: Ovogonia ⇒ (ovogénesis)  ⇒ Ovocito primario - (Meiosis I) ⇒ Primer cuerpo polar (desechado después) + Ovocito secundario - (Meiosis II) ⇒ Segundo cuerpo polar (desechado después) + Óvulo.
Cabe señalar que la meiosis ovocitaria, importante para todos los ciclos de vida de los animales, se produce, a diferencia de todos los demás casos de división celular de animales, completamente sin la ayuda de centrosomas que coordinan el huso.

Las divisiones meióticas de los ovocitos de mamíferos son muy asimétricas y producen un gameto haploide grande y 2 corpúsculos polares pequeños. Esto está basado en la capacidad de la célula para romper la simetría y colocar su huso mitótico cerca de la corteza antes de que ocurra la anafase.
En las diferentes especies de mamíferos ocurren dos patrones de ovulación: 
- En el primero, la estimulación física del cuello uterino producida por el apareamiento desencadena una secreción de gonadotropinas, que hacen que el desarrollo del ovocito continúe, ya que este se encuentra detenido en el diploteno de la profase I, y sea liberado del ovario para ser fecundado. Este mecanismo de ovulación ocurre en conejos y visones, que son reconocidos por su alta tasa reproductiva en relación con otros mamíferos.
- En el  otro patrón, son factores ambientales, como la cantidad y tipo de luz diaria, los que estimulan la ovulación. Esto se lleva a cabo mediante la producción  de la hormona luteinizante y la hormona foliculoestimulante, que liberan al ovocito de estado de latencia en el diploteno de la profase I. Esto produce una ovulación periódica y se conoce como estro.

## Ovogénesis en humanos
En humanos, la ovogénesis comienza con el desarrollo de la ovogonia, que se produce a través de la transformación de los folículos primordiales en ovocitos primarios. La ovogénesis se completa antes o poco después del nacimiento.
En las mujeres, la periodicidad en la maduración y liberación de los ovocitos recibe el nombre de ciclo menstrual porque supone el desprendimiento periódico de sangre y tejido endotelial desde el útero a intervalos mensuales. El ciclo menstrual representa la integración de tres ciclos diferentes:
- Ciclo ovárico su función es madurar un grupo de ovocitos primordiales, que progresivamente completan la primera división meiótica y desarrollan una cubierta de células del estroma ovárico, lo que se denomina folículo en desarrollo. Cada mes se estimulan varios folículos, siendo el promedio de 8-12 folículos. Este número tiene variabilidad: individual, es decir, cada persona e incluso esa misma persona cada mes puede variar el número de folículos que se estimulan ) y temporal (con la edad pueden disminuir el número). Si se estimulasen más de 12 folículos por ovario podría ser indicativo de alguna patología como ovario poliquístico, en cambio, si se estimulasen menos de 4 folículos por ovario podría significar que la reserva ovárica no es adecuada. Sin embargo, finalmente solo uno de los folículos o incluso ninguno se desarrolla hasta la fase de folículo maduro, en cuyo interior se encuentra un ovocito secundario que será expulsado del ovario alrededor del día 14.
- Ciclo uterino su función es proporcionar el medio ambiente apropiado para que se implante y desarrolle el blastocisto.
- Ciclo cervical que permite al espermatozoide penetrar en las vías genitales femeninas en el momento apropiado.

## Maduración in vitro
La maduración in vitro es una técnica en la que los folículos ováricos maduran in vitro. Puede realizarse antes de una fecundación in vitro. En estos casos, no es esencial la hiperestimulación ovárica. Los ovocitos pueden madurar fuera del cuerpo antes de la fecundación.
Esta técnica implica un control exacto de las condiciones de cultivo, tanto el agua, suero, proteínas, como la concentración de oxígeno al 5%, para evitar el aumento de radicales libres de oxígeno y el estrés celular. Con el fin de conservar la correcta maduración del ovocito.
Esta técnica tiene riesgos de que el ovocito suframodificaciones epigenéticas (epigenética. Estas modificaciones pueden conllevarfenotipos anormales en el feto. Algunas de estas modificaciones observadas son :pérdida de metilación de Igf2R y Mest/Peg1 y aumento de metilación de H19, genes implicados en la proliferación celular. 
En los últimos años se han hecho revisiones de los protocolos con el fin de disminuir los efectos adversos </4>.

## Maduración del ovocito en anfibios
El citoplasma del ovocito incluye vitelo (fuente de energía), mitocondrias, factores morfogenéticos regulatorios, proteínas estructurales y enzimas y precursores necesarios para la síntesis de ADN, ARN y proteínas. Los ovocitos se originan de una ovogonia que es una célula madre y que puede generar un grupo de ovocitos cada año. Durante el diploteno de la profase meiótica ocurre la vitelogénesis, acumulación rápida de vitelo, que es una mezcla de nutrientes cuyo principal componente es la vitelogenina. Esta es una proteína producida por el hígado de la hembra y transportada por el torrente sanguíneo hasta el ovario.
El estado de diploteno en el ovocito de la rana es similar al estadio G2 de la mitosis y puede mantenerse por varios años. Para proseguir con la meiosis, es necesaria la secreción de progesterona, que es producida por las células del folículo en respuesta a las hormonas.